# Kim Hwan
Kim Hwan, es un locutor surcoreano conocido por aparecer como invitado en el exitoso programa Running Man.

## Carrera
Kim es un anunciador de la Seoul Broadcasting System, SBS y ha participado en noticieros, programas de televisión y deportivos.
Desde el 2012 participa como presentador y juez invitado en varios episodios del programa de variedades Running Man.
En noviembre de 2013 apareció en una sesión de fotos en "One Night of TV Entertainment".

## Filmografía

### Programas de variedades
| Año                                      | Programa                              | Notas |
| ---------------------------------------- | ------------------------------------- | --- |
| 2017 - presente 2016 2015 2014 2013 2012 | Running Man                           | Ep. 332 (como presentador) Ep. 315 (como juez) Ep. 259 Ep. 210 (invitado) y Ep. 184 Ep. 178 (como presentador), 164, 142 y 128 Ep. 119 (como árbitro) |
| 2017 - presente                          | Law of the Jungle in Wild New Zealand | miembro - ep. 270 - presente |
| 2016                                     | Law of the Jungle in East Timor       | miembro - ep. 241 - 246 |
| 2014                                     | Son In Law Edition                    | |

### Series de televisión
| Año  | Título           | Personaje | Notas |
| ---- | ---------------- | --------- | ----- |
| 2020 | Hot Stove League | -         |       |